# Jipang (Bantarkawung)
Jipang is een bestuurslaag in het regentschap Brebes van de provincie Midden-Java, Indonesië. Jipang telt 6451 inwoners (volkstelling 2010).